# باول ناش
باول نـاش (بالإنجليزية: Paul Nash)‏ هو سباح أسترالي، ولد في 16 أكتوبر 1959 في إيلنغ في المملكة المتحدة.

## روابط خارجية
- باول نـاش على موقع الاتحاد الدولي للسباحة (الإنجليزية)
- باول نـاش على موقع أوليمبيديا (الإنجليزية)
- باول نـاش على موقع اتحاد ألعاب الكومنولث (مؤرشف) (الإنجليزية)